# Чамбарелићи
Чамбарелићи (итал. Ciambarelli) су насељено место у саставу општине Кршан у Истарској жупанији, Хрватска. До територијалне реорганизације у Хрватској налазили су се у саставу старе општине Лабин.

## Становништво
Према последњем попису становништва из 2011. године у насељу Чамбарелићи живела су 154 становника.
| година пописа  | 1857 | 1869 | 1880 | 1890 | 1900 | 1910 | 1921 | 1931 | 1948 | 1953 | 1961 | 1971 | 1981 | 1991 | 2001 | 2011 |
| бр. становника | 0    | 0    | 133  | 127  | 158  | 164  | 0    | 0    | 193  | 171  | 142  | 120  | 120  | 142  | 138  | 154  |

Напомена: Од 1880. до 1910. исказивано под именом Видаки , а у 1948. под именом Чамбарелићи- Видаки. У 1857. 1869. 1921. i 1931. подаци су садржани у насељу Кршан. а 1880. и 1890. исказано као део насеља.